# Zimmern (Marktheidenfeld)
Zimmern ist ein Gemeindeteil der Stadt Marktheidenfeld im unterfränkischen Landkreis Main-Spessart in Bayern.

## Geographie
Im Pfarrdorf Zimmern mündet der Karbach in den Main. Nachbargemarkungen sind Roden, Karbach, Marktheidenfeld, Hafenlohr, Rothenfels und Neustadt.

## Geschichte
Im Jahre 1862 wurde das Bezirksamt Marktheidenfeld gebildet, auf dessen Verwaltungsgebiet Zimmern lag. 1939 wurde wie überall im Deutschen Reich die Bezeichnung Landkreis eingeführt. Zimmern war nun eine der 47 Gemeinden im Landkreis Marktheidenfeld (Kfz-Kennzeichen MAR). Mit Auflösung des Landkreises Marktheidenfeld im Jahr 1972 kam Zimmern in den neu gebildeten Landkreis Main-Spessart (Kfz-Kennzeichen KAR, ab 1979 MSP).
Vor der Gebietsreform in Bayern war Zimmern eine eigenständige Gemeinde. Seit dem 1. Juli 1974 ist es ein Gemeindeteil von Marktheidenfeld.